# 柬埔寨—南非關係
柬埔寨－南非关系是指柬埔寨王国和南非共和国之间的双边关系。兩國均為不結盟運動、77國集團成員國。

## 政治交流
冷战期间的南非与柬埔寨甚少往来，冷战结束后的1995年1月26日，柬埔寨与南非建立正式外交关系。
2002年6月，南非开始向柬埔寨派遣大使。同年11月，南非总统塔博·姆貝基及外交部长恩科萨扎娜·德拉米尼-祖马受柬埔寨首相洪森邀请访问柬埔寨，并参加了在柬埔寨举行的东盟峰会。此次访问为南非总统首次访问柬埔寨。
目前两国尚未在对方首都互设大使馆，南非对柬埔寨的相关事务由南非驻泰国大使馆兼辖。柬埔寨暂未向南非派遣任何外交代表，但在2020年，柬埔寨首相洪森宣布柬埔寨政府将会在比勒陀利亚开设大使馆，以加强与南非等非洲国家的关系，该馆将成为继驻埃及大使馆后柬埔寨在非洲的第二个大使馆。

## 经贸关系
2020年，南非向柬埔寨出口1155万美元，主要出口铜矿、烟草等产品，柬埔寨对南非出口总额则达到1915万美元，主要出口纺织品、鞋类等产品。2019年，柬埔寨企业与南非企业签署了合作备忘录，柬埔寨开始向南非出口大米等农产品。